# فرودگاه کایدی
فرودگاه کایدی (به انگلیسی: Kaédi Airport) یک فرودگاه همگانی با کد یاتا KED است که یک باند فرود آسفالت دارد و طول باند آن ۲۵۰۰ متر است. این فرودگاه در شهر کائدی کشور موریتانی قرار دارد و در ارتفاع ۲۳ متری از سطح دریا واقع شده است.